# Karl von Paar (1806–1881)
Karl Wenzel Ludwig von Paar (* 6. Januar 1806 in Brieg, Fürstentum Brieg, Provinz Schlesien; † 17. Januar 1881 in Bechin, Bezirk Tabor, Österreich-Ungarn) war der 4. Fürst von Paar, Freiherr auf Hartberg und Krottenstein. Er war Besitzer der Herrschaften Hartberg und Stein in der Steiermark sowie Bechin, Kardarzetschiz, Zdiar, Zdechowitz, Gross-Jerschitz und Hohen-Wessely in Böhmen. Er führte als letzter den Titel eines Obersthof- und General-Erbland-Postmeisters.

## Leben
Karl von Paars Eltern waren der 3. Fürst von Paar GFWM Karl Joseph Anton Veit von Paar (* 15. Juni 1773; † 30. Dezember 1819) und dessen Ehefrau Quidobaldina Caspara Melchiora Balthasara Cybella Methudia von Cavriani (* 16. Oktober 1783; † 2. März 1861). Sein Bruder Graf Alfred (* 30. Dezember 1806) war k. k. Kämmerer und Geheimer Rat und Feldmarschall-Lieutenant. Sein Bruder Ludwig (1817–1893) war Gesandter am Heiligen Stuhl.
Der Fürst war seit 1830 Kämmerer, seit 1861 Geheimer Rat und erbliches Mitglied des Herrenhauses. Im Jahr 1862 wurde er mit dem Orden vom Goldenen Vließ ausgezeichnet. Die Rente, welche mit dem Titel des General-Erbland-Postmeisters verbunden war, verkaufte er an die Hofkammer.

## Familie
Karl von Paar heiratete am 30. Juli 1832 in Wien die Prinzessin Ida Leopoldine Sophie Marie Josephine Franziska von und zu Liechtenstein (* 12. September 1811; † 27. Juni 1884), Tochter von Johann von Liechtenstein. Das Paar hatte mehrere Kinder:
- Guidobaldine Josepha Sophia Maria (* 5. Juli 1833; † 14. Januar 1904)
- Karl Johann Wenzel (* 7. Juli 1834; † 21. April 1917), 5. Fürst von Paar ⚭ 1866 Markgräfin Leopoldine Carolina Maria Justiniana von Pallavicini (* 7. Oktober 1845; † 26. Oktober 1928)
- Eleonore Ida Marie (* 1. August 1835; † 16. März 1913) ⚭ 1856 Graf Ernst Karl von Hoyos-Sprinzenstein (* 18. Juni 1830; † 21. August 1903)
- Rudolph Johann Baptist Liberat (* 17. August 1836; † 14. September 1873), ⚭ 1864 Gräfin Antonia Theresia Brigitta von Meraviglia-Crivelli (* 4. Mai 1840; † 10. November 1867)[2], ⚭ 1872 Gräfin Anna Maria von Stürgkh (* 1. Februar 1842; † 15. Oktober 1922)[3]
- Eduard Maria Nicolaus (* 5. Dezember 1837; † 1. Februar 1919),  Generaladjutant des Kaisers Franz Joseph I.
- Josephine Marie Baldine Caroline Ida (* 1. Januar 1839; † 6. Februar 1916) ⚭ 1861 Graf Ladislaus Joseph Maria Nikolaus Eugen Franz de Paula Severin von Falkenhayn (* 8. Januar 1833; † 2. Februar 1865), ⚭ 1879 Eugen Jaromir Czernin von und zu Chudenitz (* 13. März 1818; † 26. November 1908)
- Alois Marie Carl Felician (* 19. November 1840; † 5. Februar 1909), General der Kavallerie
- Francisca de Paula Ida Maria Monica (* 10. Mai 1842; † 4. Februar 1881) ⚭ 1862 Graf Leopold Adalbert Franz Menrad Felix von Podstatzky-Lichtenstein (* 25. Juni 1840; † 17. Februar 1902)
- Maria Josepha Quido Baldina (* 8. September 1843; † 25. Januar 1914)
- Leontine Maria Ida Quido Baldine (* 5. November 1844; † 18. April 1912) ⚭ 1867 Graf Oswald August Ernst Adolph Karl von Kielmansegg (* 17. Juli 1838; † 24. September 1896)
- Henriette Eleonora Josepha Maria (* 21. Februar 1848; † 2. September 1848)
- Sophia Maria Josepha Ida Domicilla (* 12. Mai 1850; † 10. Juni 1874) ⚭ 1873 Graf Karl Olivier Zdenko Friedrich Anna Wallis von Carrighmain (* 26. Juli 1837; † 3. November 1917)